# 馬拉松游泳
马拉松游泳是一種公開水域游泳的形式，其要求游泳距离至少為10公里。不像马拉松赛跑有明确的距离，马拉松游泳的距离并不一定。不过，一个常用的最低定义是10公里，即奥运会马拉松游泳项目的距离。与所有公開水域游泳一樣，潮汐、表面洋流和风阻是游泳完成时间的主要决定因素。